# Samsung Galaxy A10
Samsung Galaxy A10 — смартфон компании Samsung Electronics, представленныйв в марте 2019 года. Являются частью серии Samsung Galaxy A. На момент старта продаж стоимость смартфона в России составляла 9990 рублей.

## Технические характеристики
- Материалы корпуса: пластик (Glasstic), Corning Gorilla Glass 3
- Операционная система: Android 9.0 (Pie) + OneUI 1.1
- SIM: две nano-SIM
- Экран: диагональ 6,2", разрешение 720х1520 точки, 19:9, ppi 268
- Процессор: восьмиядерный Exynos 7884
- Графика: Mali G71
- Оперативная память: 2 ГБ
- Память для хранения данных: 32 ГБ
- Дополнительная память: microSD до 512 ГБ
- Разъёмы: microUSB
- Основная камера: 13 МП, f/1.9, LED вспышка
- Фронтальная камера: 5 МП, f/2.0, автофокус, боке
- Сети: 2G/3G/4G/LTE
- Интерфейсы: Wi-Fi b/g/n, Bluetooth 5.0
- Навигация: GPS, ГЛОНАСС
- Дополнительно: FM-радио, датчик приближения, датчик освещенности, акселерометр, разблокировка по лицу
- Батарея: 3400 мАч, режим просмотра видео до 18 часов[2]
- Габариты: 155.6 x 75.6 x 7,9 мм
- Вес: 168 г

## Программное обеспечение
Galaxy A10 был выпущен на платформе Android Pie (9.0) с фирменной оболочкой OneUI 1.1. Из коробки в смартфоне установлены стандартные приложения Samsung.
В апреле 2020 года смартфон получил обновление ПО до Android 10 вместе с обновлённой оболочкой OneUI 2.0. А в августе 2021 получил финальное обновление ПО до Android 11 вместе с оболочкой OneUI 3.0.
Смартфон поддерживает Galaxy Fit, Galaxy Watch и многие другие приложения Gear.. В данной модели отсутствует сканер отпечатка пальца, но есть разблокировка по лицу. Поддерживается функция Smart Lock.

## Продажи
В России продажи начались 13 апреля 2019 года. Стоимость Galaxy A10 составляла 9990 рублей. Спустя три месяца после старта продаж Galaxy A10 занял первое место в десятке самых продаваемых смартфонов на российском рынке. К лету цена на аппарат снизилась до 7850 рублей.
В Индии Galaxy A10 поставил рекорд продаж вместе с Galaxy A30 и Galaxy A50. За 40 дней после старта продаж было продано 2 миллиона смартфонов.
Смартфон для России выпускался в трёх цветах: чёрный, синий и красный.